# قطعنامه ۱۱۰۳ شورای امنیت
قطعنامه ۱۱۰۳ شورای امنیت سازمان ملل متحد که در تاریخ ۳۱ مارس ۱۹۹۷ تصویب شد، سندی بین‌المللی دربارهٔ بررسی وضعیت در بوسنی و هرزگوین است. این قطعنامه طی نشست ۳۷۶۰ام با ۱۵ رای موافق، ۰ مخالف و ۰ ممتنع تصویب شد.